# Nürnberger Versicherungscup
Nürnberger Versicherungscup — женский профессиональный международный теннисный турнир, проводившийся в Нюрнберге (Германия) с 2013 по 2019 год на открытых грунтовых кортах ТК «1. FCN». Турнир относился к международной серии WTA с призовым фондом 250 тысяч долларов и турнирной сеткой, рассчитанной на 32 участницы в одиночном разряде и 16 пар.

## Общая информация
Приз организован накануне сезона-2013, когда в WTA договорилась с местными спонсорами о создании соревнования базовой категории своего основного тура, передав им лицензию обанкротившегося турнира в Барселоне. Титульным спонсором приза выступила местная страховая компания Nürnberger Versicherungsgruppe. Первый турнир был проведён в начале июня — сразу после Открытого чемпионата Франции, а на следующий год уже непосредственно перед французским турниром Большого шлема, заменив в календаре отменённый приз в Брюсселе.

## Финалы турниров
| Год  | Чемпионка        | Финалистка           | Счёт           |
| ---- | ---------------- | -------------------- | -------------- |
| 2019 | Юлия Путинцева   | Тамара Зиданшек      | 4-6 6-4 6-2    |
| 2018 | Юханна Ларссон   | Алисон Риск          | 7-6(4) 6-4     |
| 2017 | Кики Бертенс (2) | Барбора Крейчикова   | 6-2 6-1        |
| 2016 | Кики Бертенс     | Мариана Дуке-Мариньо | 6-2 6-2        |
| 2015 | Карин Кнапп      | Роберта Винчи        | 7-6(5) 4-6 6-1 |
| 2014 | Эжени Бушар      | Каролина Плишкова    | 6-2 4-6 6-3    |
| 2013 | Симона Халеп     | Андреа Петкович      | 6-3 6-3        |

| Год  | Чемпионки                            | Финалистки                       | Счёт              |
| ---- | ------------------------------------ | -------------------------------- | ----------------- |
| 2019 | Габриэла Дабровски Сюй Ифань         | Николь Мелихар Шэрон Фичмен      | 4-6 7-6(5) [10-5] |
| 2018 | Катарина Среботник Деми Схюрс        | Юханна Ларссон Кирстен Флипкенс  | 3-6 6-3 [10-7]    |
| 2017 | Николь Мелихар Анна Смит             | Юханна Ларссон Кирстен Флипкенс  | 3-6 6-3 [11-9]    |
| 2016 | Кики Бертенс Юханна Ларссон          | Сюко Аояма Рената Ворачова       | 6-3 6-4           |
| 2015 | Чжань Хаоцин Анабель Медина Гарригес | Лара Арруабаррена Ралука Олару   | 6-4 7-6(5)        |
| 2014 | Михаэлла Крайчек Каролина Плишкова   | Ралука Олару Шахар Пеер          | 6-0 4-6 [10-6]    |
| 2013 | Ралука Олару Валерия Соловьёва       | Анна-Лена Грёнефельд Квета Пешке | 2-6 7-6(3) [11-9] |